# Клеопатра I
Клеопатра I или Клеопатра Сиријка (грч. Κλεοπάτρα Σύρα, око 204. - 176. п. н. е.) била је ћерка селеукидског краља Антиоха III Великог и супруга птолемејидског краља Египта Птолемеја V Епифана.
Рођена је око 204. п. н. е. као ћерка Антиоха III Великог и Лаодике III, ћерке понтског краља Митридата II. Пошто је Антиох Велики 197. п. н. е. заузео птолемејске градове у Малој Азији, морао је, под притиском Римљана, да склопи мир са младим Птолемејом Епифаном. Клеопатра је верена за Птолемеја 195, а свадба је прослављена почетком 193. године у Рафији. У то време младожења је имао 16 година, а невеста десетак. Касније је птолемејска пропаганда тврдила да је Клеопатра Птолемеју Епифану донела Коеле-Сирију као мираз, али је ова спорна област још од битке код Панија 196. трајно припадала Селеукидском царству.
У Александрији Клеопатра је добила надимак Сиријка. Такође, Клеопатра и њен супруг су поштовани као Теои Епифанеис. Такође, Клеопатра је, у складу са обичајима наслеђеним из староегипатске епохе, добила почасан назив аделфе (тј. сестре) Птолемеја Епифана. Свештенички синод, окупљен у Мемфису 185. године пре н. е, потврдио је све почасти које су припадале Птолемеју и његовој жени Клеопатри. Ова одлука је забележена на двојезичном натпису на чувеном Камену из Розете.
Птолемеј V Епифан и Клеопатра I су имали троје деце. Старији син Птолемеј VI Филометор се родио око 186. године, а Птолемеј VIII Фискон и Клеопатра II касније. Клеопатра је 187. именована за везира односно првог министра њеног мужа. Када је Птолемеј Епифан умро 180. п. н. е. Клеопатра је завладала као регенткиња у име малолетног сина Птолеја VI Филометора. Такође, како је Птолемеј V Епифан непосредно пре смрти припремао нови рат против Селеукида, Клеопатра је прекинула све припреме за ратни сукоб против њеног брата Селеука IV Филопатора. Судећи по налазима папируса, датованих између 179. и 176, као и птолемејског новца, Клеопатра је била прва птолемејска краљица која је имала сва владарска овлашћења. На папирусима носи пуну владарску титули, назива се Теа Епифанес и њено име се наводи пре имена њеног сина. Ковала је и сопствени новац на коме, такође, њено име стоји пре имена Птолемеја Филометора. Умрла је у априлу или мају 176. п. н. е.

## Породично стабло
|  |                      |  |  |  |  |  |  |  |  |  |  |  |  |  |  |  |
|  | 2. Антиох III Велики |  |  |  |  |  |  |  |  |  |  |  |  |  |  |  |
|  |                      |  |  |  |  |  |  |  |  |  |  |  |  |  |  |  |
|  |                      |  |  |  |  |  |  |  |  |  |  |  |  |  |  |  |
|  | 1. Клеопатра I       |  |  |  |  |  |  |  |  |  |  |  |  |  |  |  |
|  |                      |  |  |  |  |  |  |  |  |  |  |  |  |  |  |  |
|  |                      |  |  |  |  |  |  |  |  |  |  |  |  |  |  |  |
|  | 3. Лаодика III       |  |  |  |  |  |  |  |  |  |  |  |  |  |  |  |
|  |                      |  |  |  |  |  |  |  |  |  |  |  |  |  |  |  |
|  |                      |  |  |  |  |  |  |  |  |  |  |  |  |  |  |  |